# Franz Legerer
Franz Legerer (* 13. Februar 1886 in Weikendorf; † 23. Dezember 1963 in Wien) war ein österreichischer Politiker (ÖVP) und Elektrotechniker. Legerer war von 1946 bis 1949 Abgeordneter zum Landtag von Niederösterreich.
Legerer war beruflich als Elektrotechniker aktiv und lebte in Gänserndorf. Er war zwischen 1929 und 1934 Gemeinderat und hatte zwischen 1935 und 1938 das Amt des Vizebürgermeisters inne. Nach dem Ende des Zweiten Weltkriegs wurde Legerer am 17. Jänner 1946 als Landtagsabgeordneter angelobt, dem er bis zum 5. November 1949 angehörte. Legerer war zudem zwischen 1947 und 1960 Landesinnungsmeister.